# Джефферсон, Сэм
Сэмюэл Джефферсон (англ. Samuel Jefferson; 19 апреля 1971 — 20 января 2001, Уэйко, Техас) — американский легкоатлет, специалист по бегу на короткие дистанции. Выступал за сборную США по лёгкой атлетике в 1990-х годах, чемпион Игр доброй воли, победитель Всемирной Универсиады, призёр ряда крупных стартов международного и национального значения.

## Биография
Сэм Джефферсон родился 19 апреля 1971 года. Уроженец города Уэйко, штат Техас, занимался лёгкой атлетикой во время учёбы в местной старшей школе Waco High School.
Продолжил спортивную карьеру в Хьюстонском университете, состоял в университетской легкоатлетической команде Houston Cougars, с которой успешно выступал на различных студенческих соревнованиях. Так, в 1993 году был третьим и пятым в дисциплинах 100 и 200 метров на чемпионате первого дивизиона Национальной ассоциации студенческого спорта (NCAA), а в 1994 году одержал победу в беге на 100 метров.
Первых серьёзных успехов на международном уровне добился в сезоне 1993 года, когда вошёл в состав американской сборной и выступил на нескольких крупных стартах в Европе, в частности выиграл турнир DN Galan в Стокгольме, стал серебряным призёром на Мировом классе в Цюрихе. Будучи студентом, представлял США на Всемирной Универсиаде в Буффало — завоевал серебряную награду в индивидуальном беге на 100 метров, уступив на финише только нигерийцу Даниэлу Эффионгу, тогда как в зачёте эстафеты 4 × 100 метров вместе с соотечественниками превзошёл всех соперников и получил золото.
Благодаря череде успешных выступлений в 1994 году удостоился права защищать честь страны на Играх доброй воли в Санкт-Петербурге, где совместно с партнёрами по команде Майклом Маршем, Лероем Барреллом и Карлом Льюисом победил в эстафете 4 × 100 метров. Позднее также занял третье место в эстафете на Кубке мира в Лондоне.
В 1995 году в беге на 100 метров выиграл серебряную медаль на международном турнире Атлетиссима в Лозанне.
В 1996 году пытался пройти отбор на Олимпийские игры в Атланте, однако на отборочном чемпионате США остановился на стадии четвертьфиналов.
Завершил спортивную карьеру по окончании сезона 1997 года.
Умер в результате продолжительной болезни 20 января 2001 года у себя дома в Уэйко в возрасте 29 лет.